# Paralimna ligabuei
Paralimna ligabuei är en tvåvingeart som beskrevs av Canzoneri 1987. Paralimna ligabuei ingår i släktet Paralimna och familjen vattenflugor.
Artens utbredningsområde är Sudan. Inga underarter finns listade i Catalogue of Life.